# Phytomyza archangelicae
Phytomyza archangelicae este o specie de muște din genul Phytomyza, familia Agromyzidae, descrisă de Erich Martin Hering în anul 1937. Conform Catalogue of Life specia Phytomyza archangelicae nu are subspecii cunoscute.